# Sraz
Sraz ili sudar, u fizici, je uzajamno djelovanje dviju čestica ili tijela pri kojem dolazi do izmjene dijela impulsa sile i energije, na primjer sraz molekula zraka ili sraz biljarskih kugli. Ukupni iznos impulsa sile i energije za savršeno elastičan sraz ostaje sačuvan. Staze po kojima se dva tijela zanemariva obujma ili volumena, masa m1 i m2, brzina u1 i u2 prije sraza i brzina v1 i v2 gibaju nakon sraza određuju zakoni o održanju impulsa i energije (zakoni sraza):
{\displaystyle \,\!m_{1}{\vec {u}}_{1}+m_{2}{\vec {u}}_{2}=m_{1}{\vec {v}}_{1}+m_{2}{\vec {v}}_{2}.}
{\displaystyle {\frac {m_{1}u_{1}^{2}}{2}}+{\frac {m_{2}u_{2}^{2}}{2}}={\frac {m_{1}v_{1}^{2}}{2}}+{\frac {m_{2}v_{2}^{2}}{2}}.}
Rješenjem gornjih jednakosti dobiju se vrijednosti za brzine nakon sraza:
{\displaystyle v_{1}={\frac {u_{1}(m_{1}-m_{2})+2m_{2}u_{2}}{m_{1}+m_{2}}}}
{\displaystyle v_{2}={\frac {u_{2}(m_{2}-m_{1})+2m_{1}u_{1}}{m_{1}+m_{2}}}}
Prilikom neelastičnoga sraza ukupna se kinetička energija smanjuje i najčešće pretvara u toplinsku, ili se povećava ako se oslobodi neka unutarnja energija tijela ili čestice.